# Skjombrua
Die Skjombrua (auch Skjomen bru) ist eine Hängebrücke aus Stahl in der Kommune Narvik im Norden Norwegens. Die Brücke führt die Europastraße 6 über den Skjomen-Fjord und war zum Zeitpunkt ihrer Eröffnung 1972 die damals längste Hängebrücke Norwegens.
Der Beschluss zum Bau der Brücke wurde im norwegischen Parlament Storting im Dezember 1959 gefasst. Die Brücke quert den Skjomen-Fjord nahe an dessen Mündung in den Ofotfjord zwischen Skjærvikneset und Trong-Skjomneset. Für den Verkehr eröffnet wurde die Brücke am 10. November 1972. Die Brücke ersetzt seither eine von 1938 bis 1972 bestehende Fährverbindung über den Skjomen-Fjord.
Ursprünglich wurde die Brücke Skjomen bru oder Trongskjombrua genannt. 1999 änderte die norwegische Straßendirektion Statens vegvesen auf Empfehlung des Sprachrates den offiziellen Namen in Skjombrua. Da die Brücke an exponierter Stelle an der Öffnung des relativ langen Skjomen-Fjords liegt, kommt es hier häufig zu starkem Wind. Seit Anfang 2014 verfügt die Brücke daher über ein automatisiertes Messsystem und bei starkem Wind mit Böen von über 32 m/s wird die Brücke automatisch für die Überfahrt gesperrt. Eine solche Sperrung wird den Verkehrsteilnehmern durch rot blinkende Lichtsignale an den Zufahrten zur Brücke auf beiden Seiten angezeigt, die Brücke darf dann bei rotem Licht nicht befahren werden. Nach Auslösung der Sperrung erfolgen automatisch Wiederholungsmessungen der Windgeschwindigkeit und wenn über einen Zeitraum von 10 Minuten keine Böe mehr mit 32 m/s oder mehr auftritt, wird die Brücke wieder freigegeben.

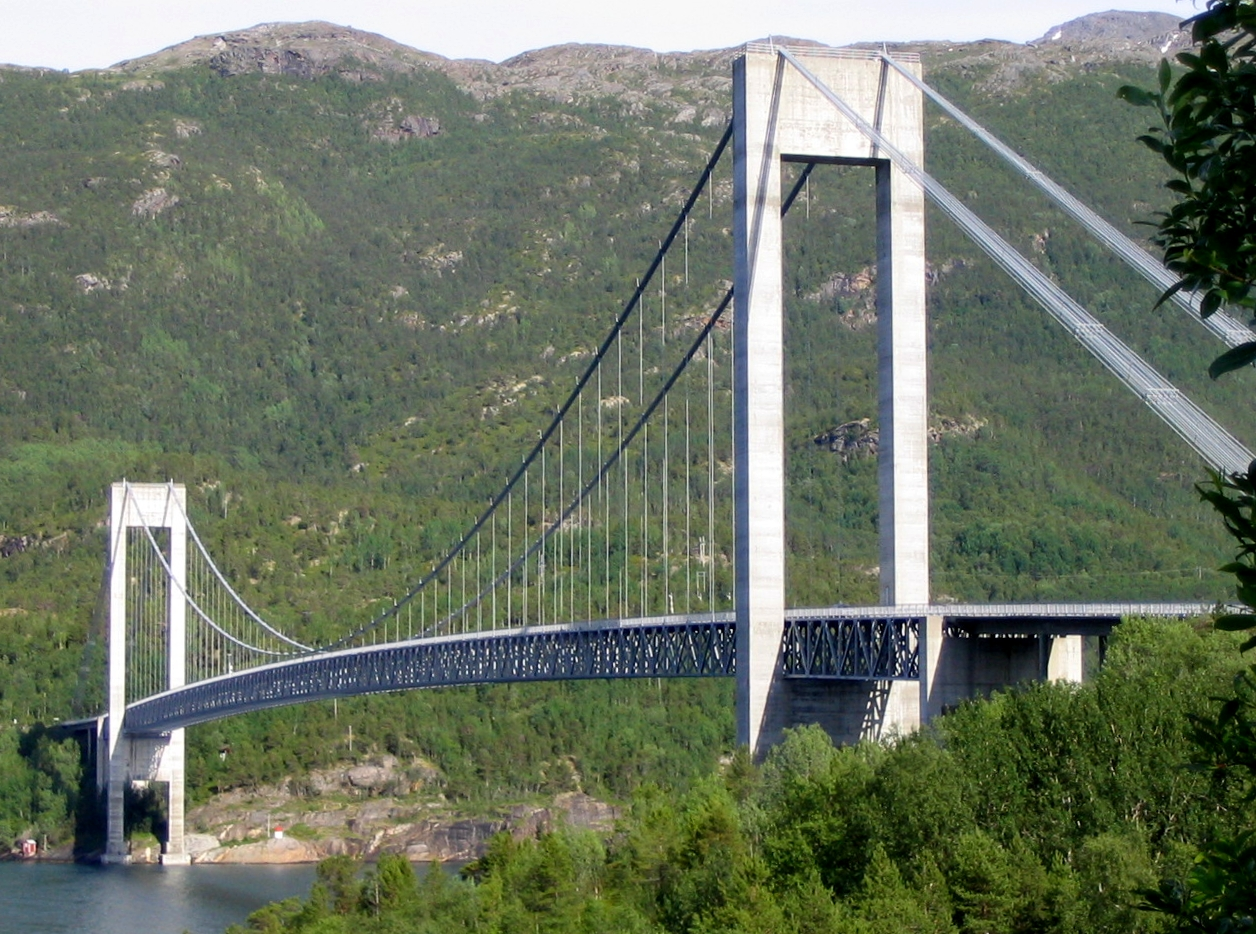
Skjombrua
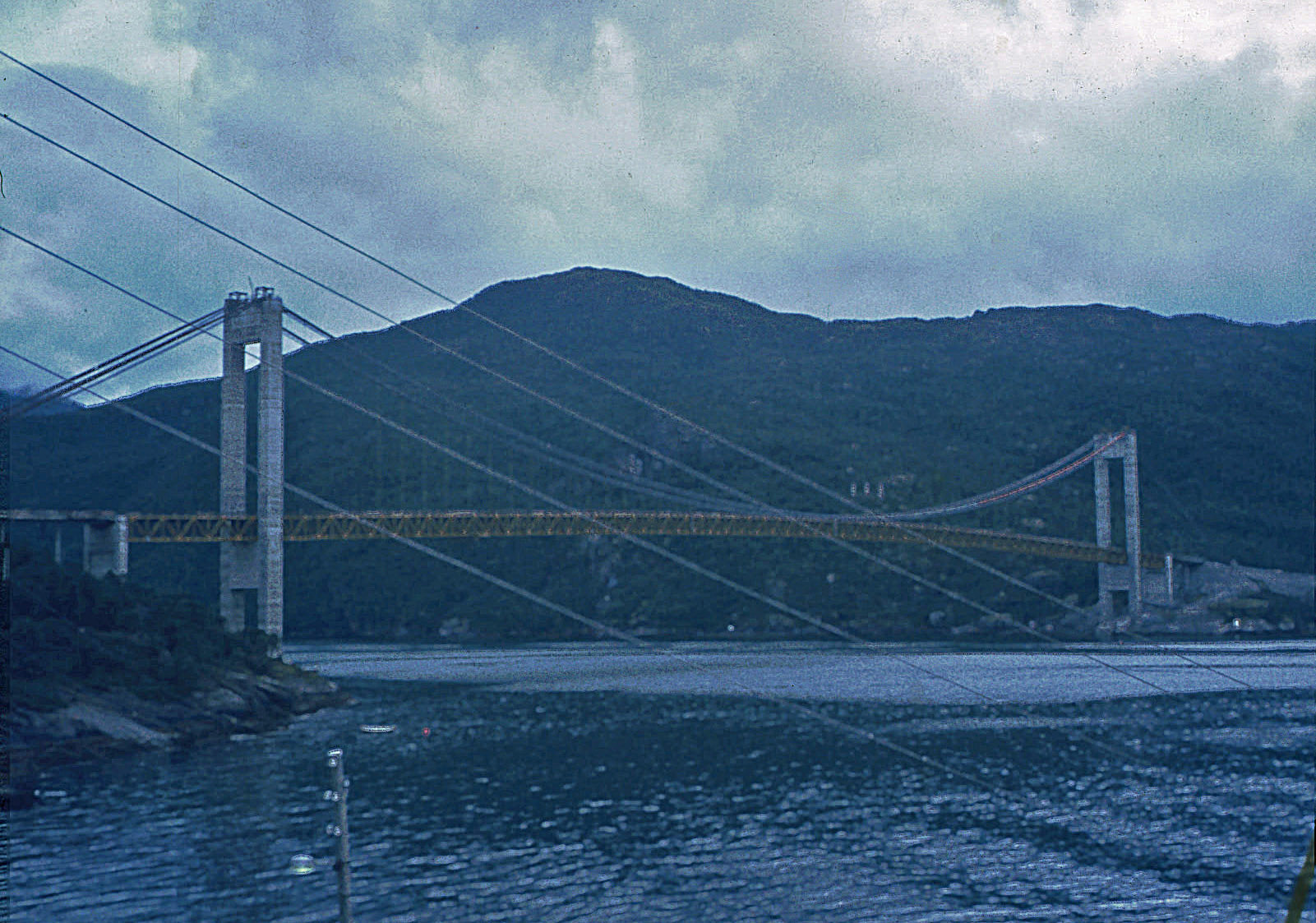
Skjombrua während der Bauzeit im August 1972, wenige Monate vor der Eröffnung
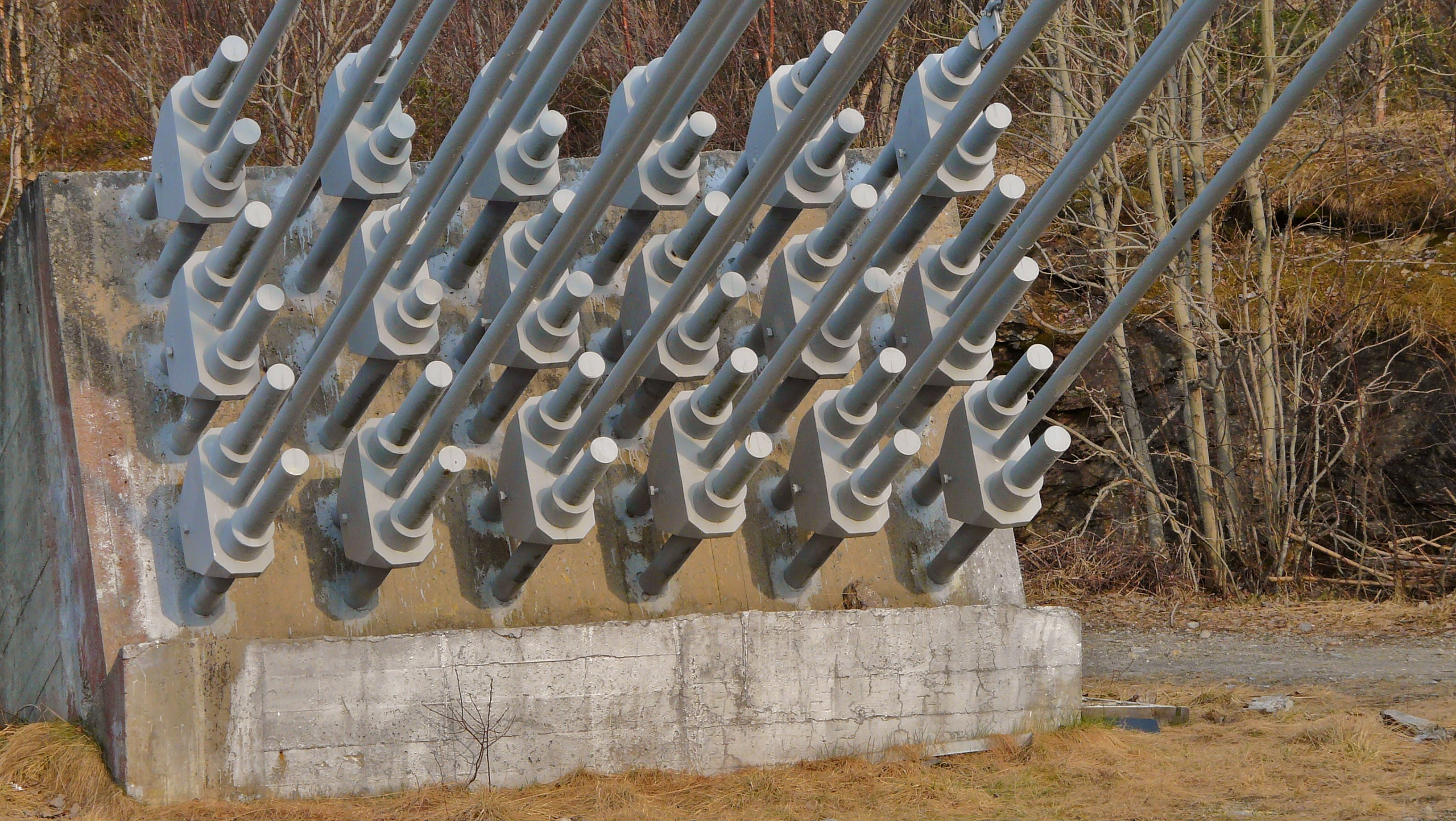
Einer der vier Ankerblöcke, an denen die Tragkabel der Brücke verschraubt sind
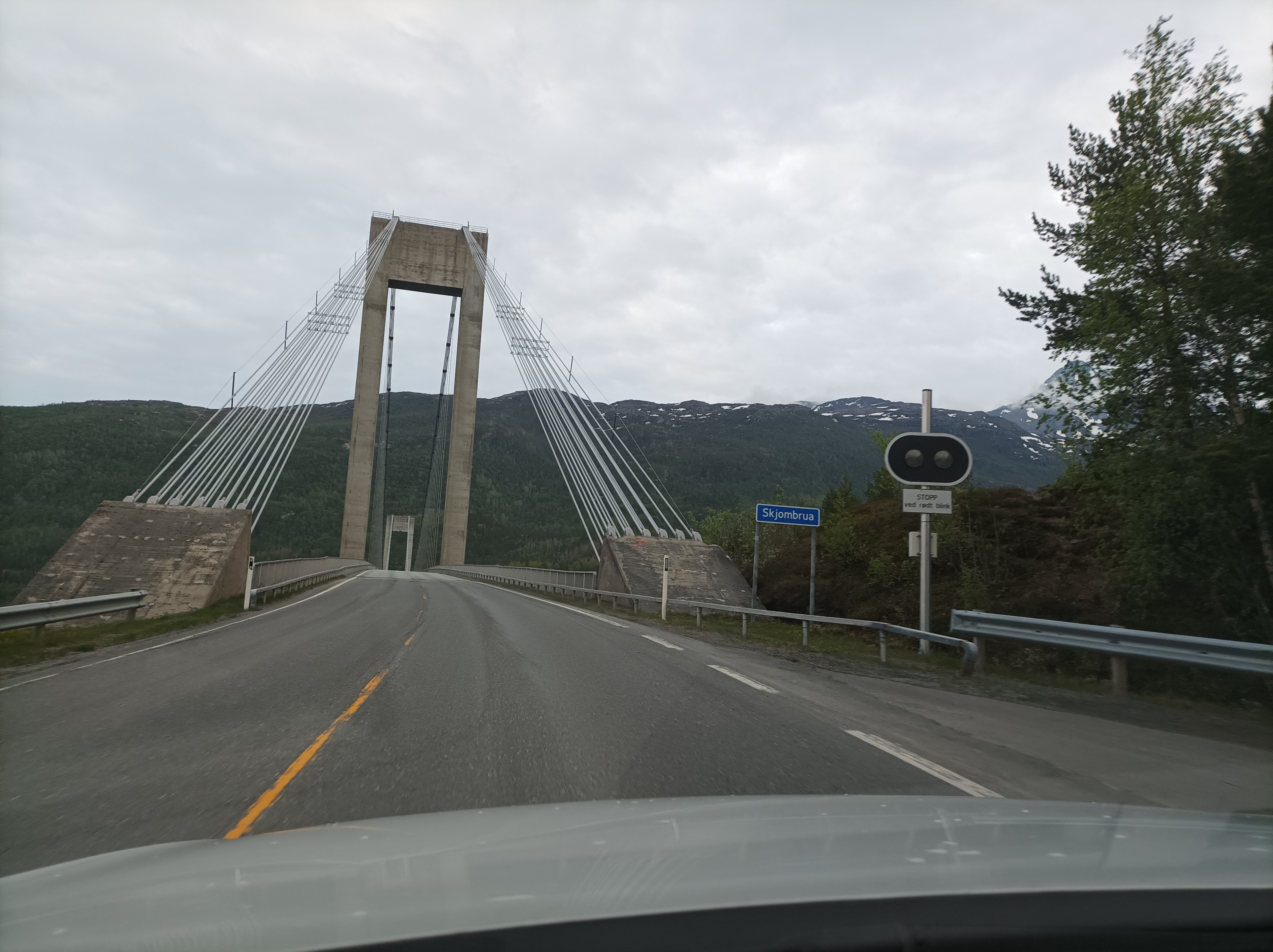
Westliche Auffahrt zur Brücke